# PRO.FM
Радио PRO.FM е бивша българска радиостанция, собственост на телевизия PRO.BG.
Стартира на 1 май 2009 на 101.1 MHz в София и 107 MHz в Перник. Програмният формат на радиото е CHR Top 40 (Contemporary Hit Radio) с най-доброто от съвременната музика – поп, поп денс и ритъм енд блус. Целевата му аудитория е между 15 и 35 г. PRO.FM излъчва кратки новини на всеки час от 7 до 17 ч. с подробна информация за трафика в София. Радиото прави и собствени класации за най-големите хитове от седмицата.
През юли 2010 PRO.FM представя обновената си плейлиста, включваща още повече от най-горещите летни хитове. Програмата му е базирана на много музика, кратки шоу и музикални новини, както и информация за най-новите хитове. Освен на най-актуалната музика, радиото набляга и на последните филмови новини, концертни изяви на изпълнители, всичко последно на DVD и CD. Модата и спорта също са застъпени в ежедневната програма на PRO.FM. През юни 2011 радиото започва излъчване в Гоце Делчев на честота 102.8 MHz.
През септември 2011 bTV, чиято собственост е радиото, обявява, че на неговата честота ще стартира новият проект на медията – bTV Радио.